# Norfolk Island International Airport

i7
i11
i13
Norfolk Island International Airport (deutsch Internationaler Flughafen der Norfolkinsel) ist der internationale und einzige Flughafen der Norfolkinsel, eines australischen Außengebiets. Er befindet sich etwa 3,5 Kilometer nordwestlich der Hauptstadt Kingston.
Der Flughafen wird vom Norfolk Island Regional Council betrieben.

## Geschichte
Der Flugplatz wurde von den Streitkräften der Vereinigten Staaten im Zweiten Weltkrieg als Maßnahme gegen befürchtete japanische Operationen im Südpazifik errichtet. Weil auf der Insel nicht genügend ebenes Gelände vorhanden war, musste schweres Gerät eingesetzt werden, um Hügel abzutragen und Täler aufzufüllen. Matten aus Stahlgeflecht sorgten für eine hinreichend stabile Bodenbeschaffenheit.
Zunächst wurde der Flugplatz militärisch genutzt, später vor allem als Zwischenstopp auf Reisen nach Australien, Neukaledonien, Neuseeland und den Salomonen. Nach Kriegsende zog die Royal New Zealand Air Force, die zwischenzeitlich den Flugplatz übernommen hatte, ihre Kräfte von der Insel ab und übergab den Flugplatz 1948 in zivile Verwaltung.

## Einrichtungen
Der Flughafen verfügt über zwei asphaltierte Start- und Landebahnen. Der einzige Terminal verfügt über vier Check-in-Schalter, Sicherheitseinrichtungen, Einreise- und Zollbehörde, Gepäckbänder sowie ein Café. Es können Flugzeuge bis zur Größe eines Airbus A320 abgefertigt werden.
Neben dem Passagierterminal befindet sich ein kleiner Cargoterminal.

## Fluggesellschaften und Flugziele
Mit Stand Oktober 2015 wird der Flughafen nur durch Air New Zealand von Auckland, Brisbane und Sydney aus bedient. Norfolk Air stellte seinen Betrieb 2012 ein.

## Verkehrszahlen
| Jahr | Fluggastaufkommen | Flugbewegungen |
| ---- | ----------------- | -------------- |
| 2019 | 61.504            | 515            |
| 2018 | 60.686            | 464            |
| 2017 | 62.374            | 490            |
| 2016 | 64.254            | 534            |
| 2015 | 62.142            | 522            |
| 2014 | 58.118            | 523            |
| 2013 | 56.304            | 525            |
| 2012 | 53.567            | 585            |
| 2011 | 61.591            | 922            |
| 2010 | 59.113            | 839            |
| 2009 | 64.029            | 884            |
| 2008 | 69.248            | 1.011          |
| 2007 | 74.513            | 968            |
| 2006 | 69.317            | 835            |
| 2005 | 63.464            | 754            |
| 2004 | 77.411            | 1.040          |
| 2003 | 83.792            | 1.239          |
| 2002 | 62.647            | 879            |
| 2001 | 73.323            | 955            |
| 2000 | 81.446            | 1.242          |
| 1995 | 59.288            | 1.164          |
| 1990 | 54.442            | 1.441          |
| 1985 | 58.418            | 1.486          |